# 창원 웅천빙고지
창원 웅천빙고지(昌原 熊川氷庫址)는 대한민국 경상남도 창원시 진해구 북부동에 있는 석빙고터이다. 1997년 12월 31일 경상남도의 기념물 제185호로 지정되었다.

## 현지 안내문
빙고는 겨울에 자연적으로 얼었던 얼음을 여름에 사용하기 위해 인공적으로 만든 냉장고 시설이다. 진해의 웅천 빙고지는 산능선을 따라 남북방향으로 길게 마련되어 있다.
얼음실은 길이 16m, 폭 6m, 깊이 3m 정도의 규모로, 안쪽벽은 가로90cm, 세로 30cm 크기 정도의 돌로 8∼9단가량 쌓아 올렸다. 천장과 북쪽벽은 훼손이 심한 편이어서 정확한 구조는 알 수 없으나, 천장만은 무지개 모양으로 쌓았던 것으로 추측된다.
조선시대에 축조된 것으로 본다.

## 참고 자료
- 창원 웅천빙고지 - 국가유산청 국가유산포털